# Herb Igławy

Herb Igławy

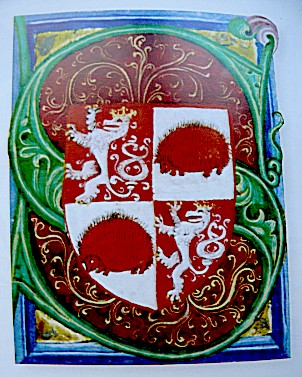
Herb w kodeksie z XIV wieku

Herb Igławy – znak heraldyczny, reprezentujący czeskie miasto Igława.
Ma postać czwórdzielnej tarczy: w polu pierwszym i czwartym na czerwonym tle znajduje się ukoronowany srebrny lew; w polu drugim i trzecim na srebrnym tle widnieje czerwony jeż.
Lew to tradycyjny herb Królestwa Czech i był pierwszym herbem królewskiego miasta od XIII wieku. Na przełomie XIV i XV wieku w symbolice miejskiej pojawia się jeż, którego pochodzenie nie jest do końca wyjaśnione. Najpopularniejsza jest teoria, iż miejscowa ludność niemiecka powiązała niemiecką nazwę miasta Iglau ze słowem Igel, które oznacza jeża. Nazwa Jihlava / Iglau jest jednak starsza i występowała już przed kolonizacją niemieckią – nazywała się tak miejscowa rzeka, choć też nie jest obecnie pewne jej źródło pochodzenia: według jednej wersji używali jej jako pierwsi germańscy Longobardowie, według innej jest to nazwa słowiańska i mogła wziąć swoje określenie od ostrych kamieni znajdujących się w wodzie.
Współcześnie jeż jest symbolem Igławy i występuje jako maskotka m.in. miejscowych klubów. Jego nazwę nosi także miejscowy browar.